# Pratos combinados
Pratos combinados (en español: Platos combinados) es una serie de televisión que fue emitida por TVG en Galicia desde el 1 de diciembre de 1995 hasta el 24 de mayo de 2006. Fue la primera serie de TVG que marcó todo un hito en la historia de la televisión en Galicia, ya que se trataba de la primera comedia de situación desarrollada íntegramente por profesionales de Galicia y protagonizada  por actores gallegos.
Durante sus años de emisión tuvo un gran éxito al tener una buena cuota de pantalla y al superar la dura competencia de series como Aquí no hay quien viva o Los Serrano, e incluso las emisiones de partidos de fútbol de la Champions League.
La serie, rodada en Noya (provincia de La Coruña), fue creada por el escritor Xosé Cermeño (autor también de la primera serie de ficción gallega Os outros feirantes), y bajo su dirección participaron como guionistas Raúl Dans, Denis López, Germán R. López, Roberto G. Méndez, David Planell o Paula de Sáa. A cargo del diseño de escenografía y la dirección de arte estuvo el diseñador de interiores Pedro Román Company, junto a Marta Villar Sanjurjo.
Desde los primeros episodios, las sintonías de inicio y cierre de la serie eran versiones musicales de la canción Cerca del río (Down by the River) de Albert Hammond que fue versionada por el gallegoNani García. Esta versión, pero al estilo jazz está imcluida en el disco CinemaTojazzia de Nani García. A partir del episodio 212, se cambió por un tema creado para la serie, cantado por Alberto Cunha (que interpretó un personaje en el episodio 235 de la serie), la sintonía de cierre también se cambió por una versión instrumental del nuevo tema.
Varios actores del elenco habitual de la serie ya habían intervenido anteriormente con otros papeles: Alfonso Agra, Mariana Carballal como Laura (cap. 120), Susana Dans como Sara Peñafiel (cap. 165), Mónica García, Manuel Millán como Ricardiño, Xosé Manuel Olveira "Pico", o Josito Porto.

## Argumento
El protagonista de la serie, Miro Pereira, con su mujer Balbina Santos y demás miembros de la familia -retornados de la emigración en Suiza- regentan un bar con el nombre de "Bar Suizo" en una pequeña villa gallega, por el que pasan personajes cómicos como el vividor Antón Santos (hermano de Balbina y cuñado de Miro), el kioskero Tuto o el repartidor Paspallás. También suelen pasar por el bar el padre Nicanor o el abogado vecino Pedro Barreiro.
Miro, junto con Antón, siempre andan ideando planes para conseguir dinero o poder irse de fiesta. Para esto, no dudan en engañar a sus amigos, habitualmente contando con la ayuda de Roi y Paula, los hijos de Pedro Barreiro.

## Reparto

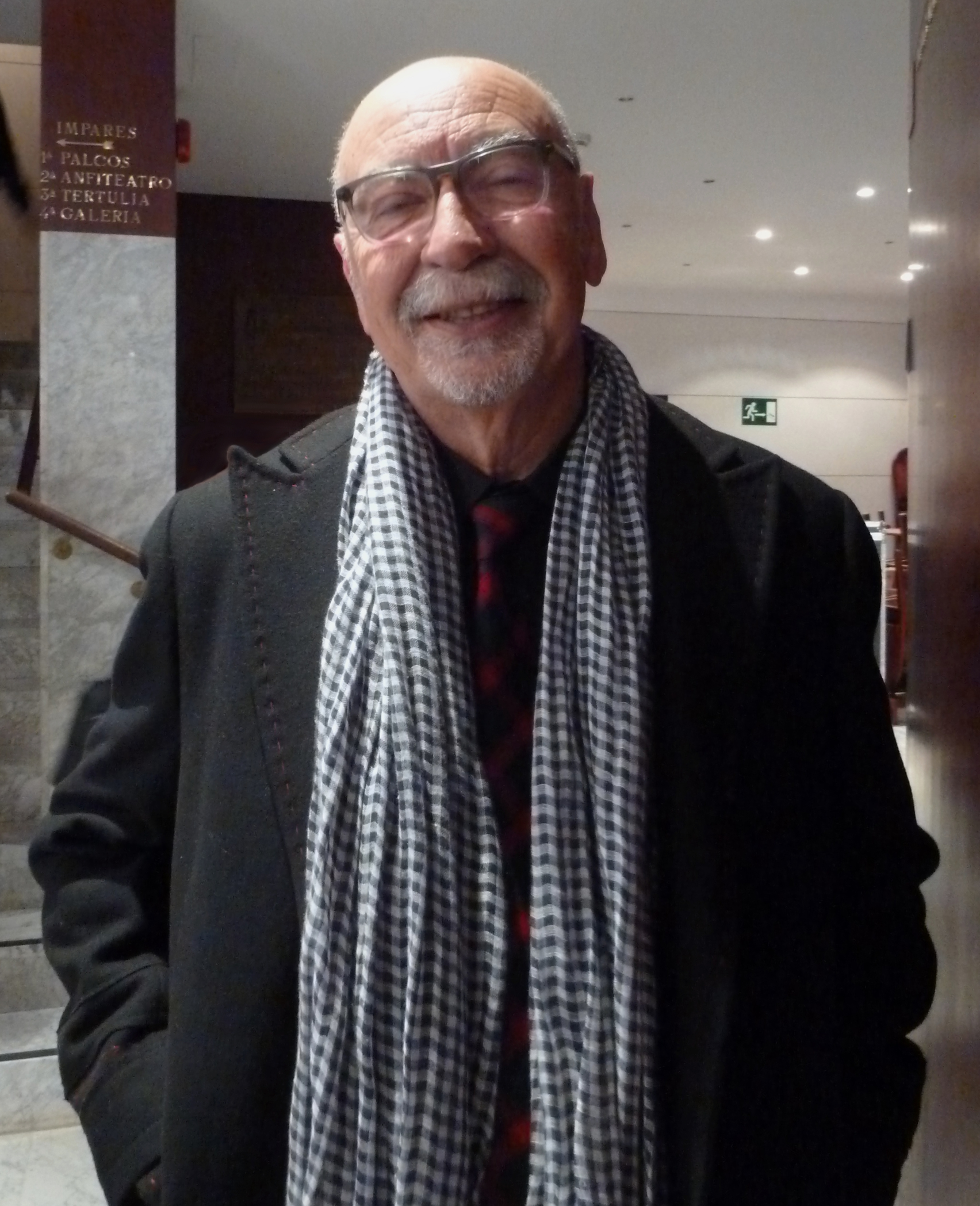
Ernesto Chao en la Gala de los premios María Casares en 2014.

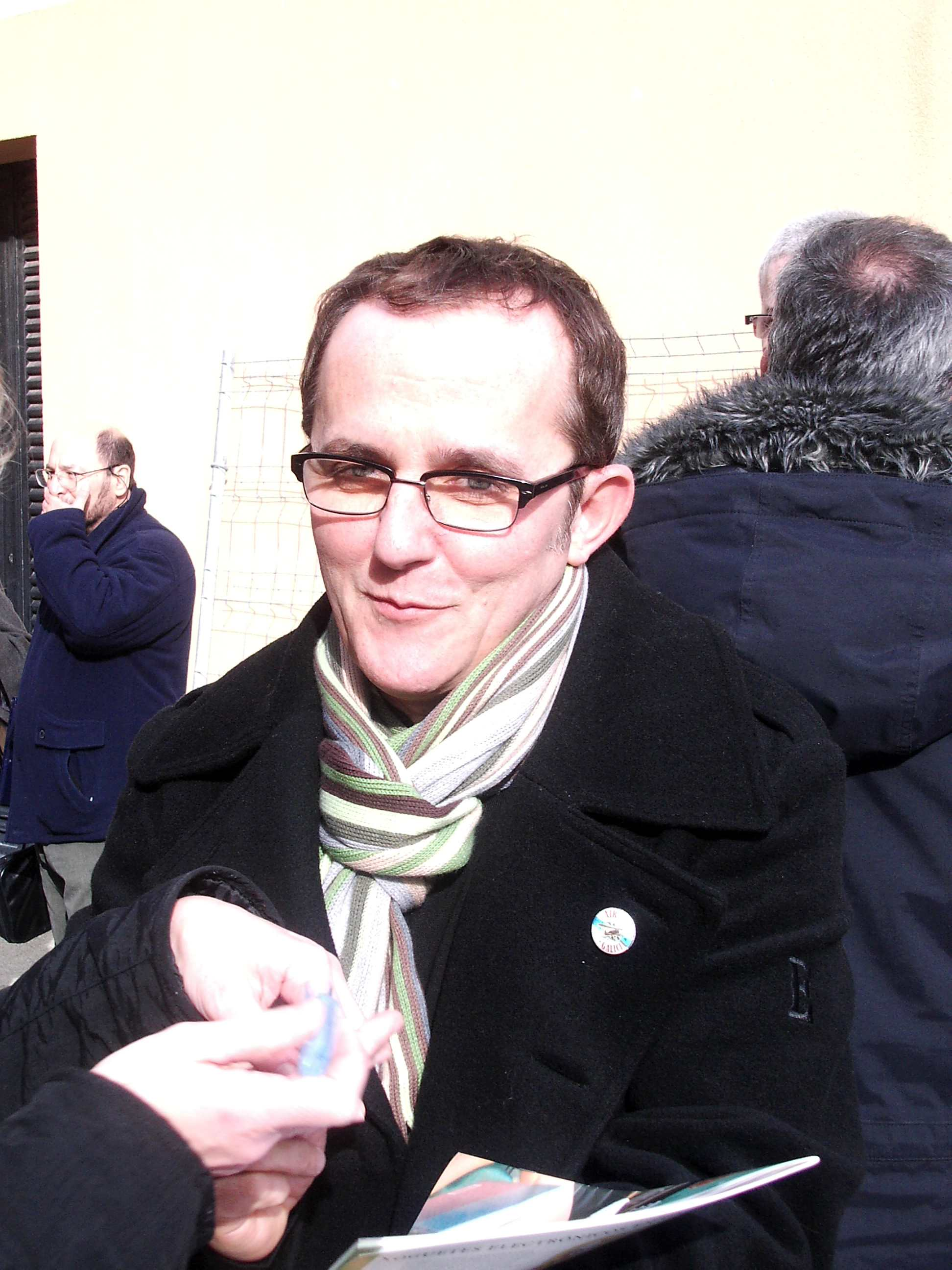
Antonio Durán "Morris".

Ramiro "Miro" Pereira Ríos (Ernesto Chao)
Miro, nacido en Ribadavia, es el dueño del Bar Suizo, un tipo muy especial, hombre de pocas luces, avaro, vago, no muy limpio, protestón y torpe, aunque tiene su pequeño corazón. Atiende a los clientes de mala manera, cocina empanadas de cáscaras de cacahuete, café sin café (hecho con mondas de patatas), bocadillos con fotocopia de jamón (eso sí, fotocopias en color) y otras "especialidades culinarias". Pasa el tiempo haciendo los crucigramas en el periódico, coleccionando cromos, jugando a la petanca y también le gusta ir de caza y de pesca. En ninguno de estos pasatiempos destaca, precisamente, por su buen hacer. Su programa de televisión favorito es Los Picapiedra.
Ernesto Chao, aparte de interpretar a Miro Pereira en la serie, interpretó otros papeles en varios episodios: el fantasma de don Ramiro (padre de Miro) en dos episodios, el presidente de una república en el episodio "Un asunto de estado", y varios personales (entre ellos, un cartero y un cliente del Bar Suizo) en el episodio "Un millón de Pereiras", que solían ser confundidos con Miro.
- Primera aparición: Episodio 001 "Unha intelixencia natural" (1995).
- Última aparición: Episodio 261 "Moitas grazas a todos" (Muchas gracias a todos) (2006).

Balbina Santos (Mabel Rivera)
Es la mujer de Miro, con quien tiene dos hijos: Rosalía y Migueliño.
Una cocinera ejemplar, que no se fía de su marido y, sobre todo, de su hermano Antón.
Harta de la vida que llevaba, se marchó a Bayona a montar un negocio de hostelería para yates junto con su hija, dejándole su parte del bar a su prima Olimpia. La intérprete de Balbina, Mabel Rivera, dejó la serie tras el éxito cosechado por la película Mar adentro, de Alejandro Amenábar, basada en la vida y muerte de Ramón Sampedro.
- Primera aparición: Episodio 001 "Unha intelixencia natural" (1995).
- Última aparición: Episodio 209 " O mellor futbolista do Brasil" (2004).

Antón Santos (Antonio Durán "Morris")
Es el hermano de Balbina, es un egoísta y avaro empleado de la Caja de Ahorros (después llamada Banco Moderno Universal), que siempre piensa en zafarse del trabajo y en comer y tomar cervezas gratis en el bar de su hermana.
Continuamente discurre planes junto con su cuñado, aunque sepa que éste no es muy listo, para ir de caza, pesca, ganar dinero o trabajar aún menos de lo poco que trabaja. Es bastante mujeriego, pero para él le importa más el dinero y la comida, teniendo una especial predilección por las nécoras. Tiene amigos de los que se hay que fiar tan poco o menos que de él mismo.
- Primera aparición: Episodio 002 "A Bruxa" (1995).
- Última aparición: Episodio 261 "Moitas grazas a todos" (Muchas gracias a todos) (2006).

Rosalía Pereira Santos (Eva Fernández)
Es la hija de Miro y Balbina, es una chica estudiosa, que llega a ser profesora de historia y es miembro activo de la asociación "Profesores del Planeta", lo que no le impide echar una mano en el bar cuando hace falta. Se acaba casando con Fran, su novio.
- Primera aparición: Episodio 001 "Unha intelixencia natural" (1995).
- Última aparición: Episodio "Un ano despois" (Un año después) (2000).

Miguel "Migueliño" Pereira Santos (Braulio Veiga)
Es el hijo de Miro y Balbina, tiene carácter ecologista, aunque parece que heredó, en menor medida, la afición de su padre y su tío por el dinero. Su gran afición es el baloncesto, que antepone a los estudios, pero que le resulta provechoso, pues acaba siendo fichado por un equipo de baloncesto, lo cual le hace abandonar el Bar Suizo.
- Primera aparición: Episodio 001 "Unha intelixencia natural" (1995).
- Última aparición: 1999-00.

Carmen Ríos, "a señora Carme" (Fely Manzano)
Es la madre de Miro, hace unas empanadas sabrosas y muy reconocidas. Habitual de las actividades llevadas a cabo por el club de jubilados.
Al principio vive en la casa de los Pereira, pero después vive en la casa de la aldea, convertida en una casa de turismo rural llamada "Casa de turismo Pereira". Cultiva la huerta, cría animales, y tiene que aguantar de vez en cuando las ocurrencias de Antón y Miro.
- Primera aparición: Episodio 001 "Unha intelixencia natural" (1995).
- Última aparición: Episodio 261 "Moitas grazas a todos" (Muchas gracias a todos) (2006).

Olimpia Cortizo Santos (Susana Dans)
Es la prima de Balbina y Antón. Se convirtió en la administradora del bar después de la marcha de Balbina, quien le dejó su parte del bar, para desgracia de Miro.
- Primera aparición: Episodio 212 "Chega a prima Olimpia" (Llega la prima Olimpia) (2004).
- Última aparición: Episodio 261 "Moitas grazas a todos" (Muchas gracias a todos) (2006).

Charo (María Bouzas)
Es vecina de los Barreiro, amiga de Balbina y compañera sentimental de Antón, con quien tiene mucha paciencia, pero con quien suele perder los nervios. Le ofrecen un buen empleo en Alemania, donde tiene unos familiares, y tras la negativa de Antón a casarse con ella, decide aceptar la oferta. Antón se muda a vivir en su piso, en el que ya pasaba mucho tiempo cuando vivía ella en él.
- Primera aparición: Episodio 050 "Os polos Tolos" (Los pollos locos) (1997).
- Última aparición: Episodio 133 "Pronostico Reservado" 2000-01.

Tuto (Josito Porto)
Es el dependiente del quiosco que está enfrente del Bar Suizo, tras la marcha de su anterior quiosquero, Campos, quien estuvo en el puesto durante años. No fue hasta bastante tiempo después, cuando el letrero "Kiosko Campos" fuese cambiado por el de "Quiosco Tuto".
A menudo, Tuto sufre los males de ser atendido por Miro, como el bocadillo de jamón sin jamón o el café hecho con mondas de patata.
- Primera aparición: Episodio "Un ano despois" (Un año después) (2000).
- Última aparición: Episodio 261 "Moitas grazas a todos" (Muchas gracias a todos) (2006).

Don Nicanor Fernández (Manuel Millán)
Es el cura párroco, amante de las empanadas de doña Carme. Aunque ha colaborado con obras sociales, lo más habitual es que pida insistentemente dinero para la iglesia o para Santa Rita, lo que hace que más de uno evite pasar cerca de él cuando lo ve.
- Primera aparición: 1998.Capítulo 067 "¿Onde vai o meu ordenador?"
- Última aparición: Episodio 261 "Moitas grazas a todos" (Muchas gracias a todos) (2006).

Pedro Barreiro (Xosé Manuel Olveira "Pico")
Viudo y abogado de profesión. Amante de pasatiempos relajados como pintar cuadros, regaña a menudo a sus hijos, Paula y Roi.
Espera que su hija siente la cabeza y se olvide de su sueño de ser actriz.
De joven fue un roquero conocido con el nombre de "Perico Pelanas" y es fan de Elvis Presley, del que se disfraza para acudir a un festival anual. Es vecino de Charo (y después de Antón).
- Primera aparición: Episodio "Un ano despois" (Un año después) (2000).
- Última aparición: Episodio 261 "Moitas grazas a todos" (Muchas gracias a todos) (2006).

Paula Barreiro #1 (Cristina Castaño)
Es la hija de Pedro Barreiro y hermana de Roi, quiere ser actriz, pero estudia económicas.
- Primera aparición: Episodio 105 "Un ano despois" (Un año después) (2000).
- Última aparición: Episodio 130 "Función De Gala" 2001.

Paula Barreiro #2 (María Castro)
Es la hija de Pedro Barreiro y hermana de Roi, quiere ser actriz, pero estudia económicas.
- Primera aparición: Episodio 131 "Unha muller feliz" 2001.
- Última aparición: Episodio 261 "Moitas grazas a todos" (Muchas gracias a todos) (2006).

Roi Barreiro (Guillermo Carbajo)
Es el hijo de Pedro Barreiro y hermano de Paula.
- Primera aparición: Episodio "Un ano despois" (Un año después) (2000).
- Última aparición: Episodio 261 "Moitas grazas a todos" (Muchas gracias a todos) (2006).

Mariana (Mariana Carballal)
Farmacéutica de profesión, y amiga de Balbina.
- Primera aparición: 200_.
- Última aparición: Episodio 261 "Moitas grazas a todos" (Muchas gracias a todos) (2006).

Raquel "Raqueliña" (Mariña Sampedro)
Es la sobrina del padre Nicanor, quien se tiene que hacer cargo de ella, pero pasa a vivir en la casa de los Pereira con Miro y Olimpia, para tener un hogar más estable.
- Primera aparición: Episodio 215 "Decoración con estilo" (2004).
- Última aparición: Episodio 261 "Moitas grazas a todos" (Muchas gracias a todos) (2006).

Gutiérrez (Evaristo Calvo)
Es el director de la Caja de Ahorros, que después pasa a ser el Banco Moderno Universal, donde trabaja Antón. Es amigo de la infancia de Balbina, la mujer de Miro.
- Primera aparición: Episodio "Un ano despois" (Un año después) (2000).
- Última aparición: Episodio 261 "Moitas grazas a todos" (Muchas gracias a todos) (2006).

Mónica (Mónica García)
Es la camarera del Bar Suizo, habitualmente es la primera en desconfiar de las intenciones de Miro y Antón. Asiste a clases de informática, lo que le obliga a dejar el bar en diversas ocasiones. Es el amor platónico de Paspallás, el sufrido repartidor y proveedor de bebidas del Bar Suizo al que Mónica rechaza una vez tras otra a pesar de la insistencia de Paspallás. Además, y como dato curioso, antes de actuar habitualmente como Mónica la camarera, la actriz que la interpretó hizo algunas intervenciones esporádicas en varios capítulos de la serie, en uno de ellos encarnando a una novia de Antón Santos, el cuñado liante de Miro.
- Primera aparición: Episodio "Un ano despois" (Un año después) (2000).
- Última aparición: Episodio 261 "Moitas grazas a todos" (Muchas gracias a todos) (2006).

Paspallás (Sergio Pazos)
Es el repartidor que lleva las bebidas al Bar Suizo y también las facturas que Miro nunca le paga.
Suele hacer una pausa en el reparto para jugar al "Chinchimoney" con Miro y Antón.
Quiere conquistar a Mónica, aunque no tiene mucho éxito con ella.
- Primera aparición: Episodio 001 "Unha intelixencia natural" (1995).
- Última aparición: Episodio 261 "Moitas grazas a todos" (Muchas gracias a todos) (2006).

Guardia Avelino (Avelino González)
Es un guardia de la Policía Municipal que hace la ronda por el barrio.
- Primera aparición: 199_.
- Última aparición: 200_.

Etiliano (Tuto Vázquez)
Es un cliente habitual del Bar Suizo, del que sale casi siempre en estado de embriaguez.
- Primera aparición: 199_.
- Última aparición: Desconocido

Tomás Vilariño (Santi Prego)
Es un escritor que para ocasionalmente en el Sar Suizo, donde le ha firmado a varios lectores ejemplares de sus novelas.
- Primera aparición: 199_.
- Última aparición: 199_.

Peláez (Alfonso Agra)
Es un compañero de Antón en la Caja de Ahorros (después Banco Moderno Universal) y, junto con él, un empleado bajo las órdenes del señor Gutiérrez, al cual suele adular.
- Primera aparición: Episodio "Un ano despois" (Un año después) (2000).
- Última aparición: Episodio 261 "Moitas grazas a todos" (Muchas gracias a todos) (2006).

Alcalde (Miguel Pernas)
- Primera aparición: Desconocido
- Última aparición: Desconocido

Alcalde (Manuel Botana)
- Primera aparición: Desconocido
- Última aparición: 2006.

Fran (Fernando Dacosta)
Es el novio de Rosalía, con la que se acaba casando.
Es pediatra.
- Primera aparición: 199_.
- Última aparición: 199_.

Pepiño (Esteban Yáñez)
Es amigo de Migueliño.
Suele verse pidiendo un donativo para la A.R.S.I., la "Asociación de Rapaces con Suspensos Inxustos" (Asociación de Chavales con Suspensos Injustos).
- Primera aparición: 199_.
- Última aparición: Desconocido

Henrique (Enrique Rivadulla)
Es un cliente habitual del Bar Suizo, pese a sufrir debido a ser atendido por Miro (quien se dirige a él llamándole "King Kong"), por lo que suele salir del bar enfadado, siendo uno de los muchos clientes que salen del bar tras decir: "¡Isto é un escándalo, Pereira!" (¡Esto es un escándalo, Pereira!).
- Primera aparición: 199_.
- Última aparición: 2006.

Campos
Es el dependiente del quiosco Campos, que está enfrente del Bar Suizo, del que es cliente habitual.
Después el quiosco pasa a ser atendido por Tuto.
- Primera aparición: 1995.
- Última aparición: 1999-00.

"Microbio"
Es una niña que suele visitar el Bar Suizo.
Miro siempre se dirige a ella llamándola "microbio", a lo que ella le responde: "Eu non son un microbio" (Yo no soy un microbio).
- Primera aparición: 199_.
- Última aparición: 199_.

Paula
Es una amiga de Migueliño y Pepiño, es morena y lleva gafas.
No se debe confundir con Paula Barreiro, con la que nunca coincidió.
- Primera aparición: 199_.
- Última aparición: 199_.

Cartero Dans (Juanillo Esteban)
Es un cartero habitual de la zona.
- Primera aparición: 2001.
- Última aparición: 2002.

Don Ramiro Pereira Fontes (Ernesto Chao)
Es el difunto marido de la señora Carme (o Carmiña, como le llamaba él). Es el padre de Miro, el cual se le parece mucho, lo que hace que años después de su fallecimiento Miro se disfrace de él para sacar el dinero de la sucursal bancaria donde trabaja Antón. Su fantasma vive en la casa de la aldea.
- Primera aparición: 200_.
- Última aparición: 200_.

Tía Herminia
Es una tía de Miro de la que se habla en ocasiones.
Miro suele poner la delicada salud de esta mujer como excusa para ausentarse de la casa.
Es un personaje que solo se menciona, pero nunca se vio en pantalla.

## Otros intérpretes
- Xulio Abonjo
- Rosa Álvarez como Georgia Armario, una famosa diseñadora de moda que se inspira en la vestidura de Miro Pereira.
- Manuel Areoso como Olimpio en el episodio 082: "A intoxicación" (La intoxicación).
- Juanín Ares Gondell
- Xosé Lois Bernal "Farruco"
- Carlos Blanco
- Isabel Blanco
- Uxía Blanco
- Matilde Blanco
- Miguel Borines Fernández
- Camila Bossa
- Lino Braxe
- César Cambeiro
- Paco Campos
- Monti Castiñeiras
- Nacho Castaño como repartidor MRW en el episodio: "Ideas peregrinas".
- Merce Castro
- Blanca Cendán
- Alberto Comesaña
- Xosé Manuel Conde
- Gabi Ben Modo
- Belén Constenla
- Dami Contreras
- Alberto Cunha (episodio 235)
- Xabier Deive
- Ronaldo Delgado
- Donato como Donato.
- Óscar Durán como Lourenzo Taboada en el episodio 250.
- José Ángel Egido
- Fernando Epelde como Telesforo en el episodio: "Ideas peregrinas".
- Xavier Estévez
- Víctor Fábregas como Tucho en el episodio 211: "Miro e Antón fan negocios cos Tonechos" (Miro y Antón hacen negocios con los Tonechos).
- Margarita Fernández
- Nekane Fernández
- Miryam Gallego
- Jouse García, actuó en un episodio encarnando a un mando de la Policía Local a cuyas órdenes se encontraba el guardia Avelino.
- Xosé Ramón Gayoso
- César Goldi (episodio 173: "Facer o parrulo") (Hacer el pato) (acreditado como Goldie).
- Luma Gómez (1 episodio)
- Tacho González
- Sancho Gracia
- Ana Kiro
- Tucho Lagares
- Daniel Lago Barreiro como Ramón "Moncho" en el episodio 238: "Crema rexuvenecedora" (Crema rejuvenecedora).
- Xulio Lago
- Roberto Leal
- Paco Lodeiro
- Humberto Longueira como figurante (dos episodios) (mayo de 2006).
- Miro Magariños
- Beatriz Manjón
- Manuel Manquiña
- Luísa Merelas
- Rebeca Montero
- Vicente Montoto
- Víctor Mosqueira, este conocido actor dio vida a un fontanero que acude al Bar Suizo a hacer unas reparaciones, además, en este episodio su personaje encarnaba a un falso abogado para ganarse un dinero extra.
- Fernando Morán
- Iolanda Muíños
- Marcos Orsi como Luís, un estafador que vendía un falso piso a los vecinos y clientes del Bar Suizo, ejerciendo además de alma caritativa arreglando los problemas existentes entre Paula y su padre y los de Antón con su novia, dando también sabios consejos a Miro, al cual tras aconsejarlo lo estafa vendiéndole el famoso piso. Es quien desvela a Paula que su padre en su juventud era el famoso cantante Perico Pelanas.
- Cristina Pato como Cristina (episodio 170).
- Santiago Pemán como Santiago Pemán.
- Pepe Penabade
- Xosé Manuel Piñeiro como agente de policía.
- Toñito de Poi, interpretó a un cantante que con su grupo acudía a tomar unas copas al bar Suizo.
- Manuel Pombal como Rodolfo Aguinaga/Vendedor en el episodio 211: "Miro e Antón fan negocios cos Tonechos" (Miro y Antón hacen negocios con los Tonechos).
- Ana Puente
- Pilar G. Rego (episodio 174: "Alimentos de toda confianza")
- Salvador del Río como Rodrigo.
- Rubén Ríos
- Pablo Rodríguez
- Fernando Romay como Pepe Pippen "El rey de las canastas", el cual tras ver jugar al hijo de Miro al básquet le consigue una prueba tras la cual será fichado por un equipo de baloncesto.
- Olaia Salgado
- Toni Salgado
- Mara Sánchez
- Carlos Sante (episodios: "O profesional do ano" y "Buscar na enciclopedia") (El profesional del año, y Buscar en la enciclopedia).
- Loli Santos
- Elena Seijo
- Miguel Seoane (episodio 174: "Alimentos de toda confianza").
- Carmen Sotelo
- Marisa Soto
- Vicente de Souza
- Pepo Suevos como Pepe "El ladrón de extintores".
- Tatán
- El mago Teto
- Luis Tosar
- Gonzalo Uriarte (Cap. 164 Cerrado por defunción)
- Antonio de Valdivielso
- Patricia Vázquez
- Paula Vázquez interpretó a una notaria, la cual en la casa de la aldea de los Pereira un pequeño incidente fortuito hizo pensar a Balbina que Miro tenía un romance con ella.
- Luisa Veira
- Concha Velasco como Concha Velasco.
- Don Vila como Don Vila.
- Roberto Vilar como Tonecho en el episodio 211: "Miro e Antón fan negocios cos Tonechos" (Miro y Antón hacen negocios con los Tonechos).
- Héctor Arteaga
- Luis Zahera
- Sergio Zerraeta
- Alejandro Roura
- Tete Delgado

## Premios
Premios Mestre Mateo
| Año  | Categoría                 | Receptor                   | Resultado |
| ---- | ------------------------- | -------------------------- | --------- |
| 2002 | Mejor serie de televisión | Editorial Compostela y TVG | Ganadora  |